# Carlo Carretto
Carlo Carretto (2. dubna 1910 v Alessandrii – 4. října 1988 ve Spellu) byl italský katolický spisovatel, člen Malých bratří Ježíšových.

## Dílo
- Seznam děl v Souborném katalogu ČR, jejichž autorem nebo tématem je Carlo Carretto

V češtině vyšly následující knihy Carla Carretta:
- Dopisy z pouště (1994) - kniha, která autora proslavila, sděluje čtenářům duchovní zkušenosti z pobytu v Sahaře
- Blahoslavená, která jsi uvěřila (1988 Milano/1996 nakl. Cesta Brno)
- Poušť uprostřed města (1996)
- Hledal jsem a nalezl jsem (2003)